# Clinton (Illinois)
Clinton è un comune degli Stati Uniti d'America, situato in Illinois, nella contea di DeWitt, della quale è anche il capoluogo.